# Katedra Zwiastowania Najświętszej Maryi Panny w Gospiciu
Katedra Zwiastowania Najświętszej Maryi Panny w Gospiciu (chor. Katedrala Navještenja Blažene Djevice Marije u Gospiću) – od 25 maja 2000 roku główna świątynia rzymskokatolickiej diecezji gospicko-seńskiej w Chorwacji.
Pierwotnie kościół parafialny, dzisiejsza katedra została zbudowana w latach 1781–1783 w stylu barokowo-klasycystycznym, jako typowy kościół Pogranicza Wojskowego XVIII wieku.
W czasie wojny w Chorwacji kościół był celem ataków, a 15 września 1991 roku został podpalony. Przy tej okazji, został spalony dach i dzwonnice, a dzwony stopiły się, podczas gdy wnętrze katedry zostało uszkodzone w wyniku pożaru. Rekonstrukcja rozpoczęła się podczas wojny, przed Bożym Narodzeniem w 1992 roku świątynia została pokryta dachem. Odbudowa zakończyła się w święto św. Marii Magdaleny w 1999 roku.